# オットー・キルヒハイマー

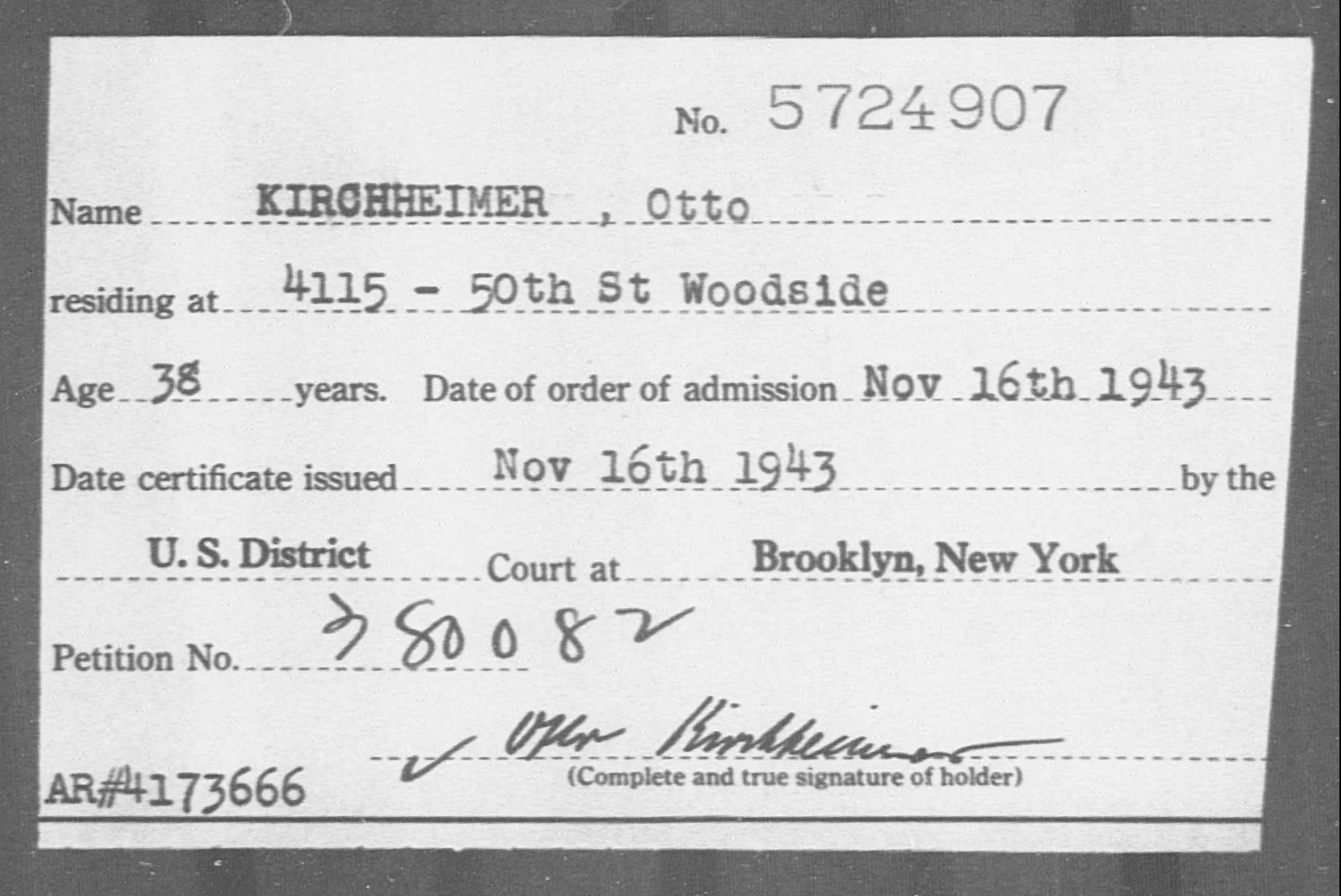
パスポート　当時38歳(1943)。

オットー・キルヒハイマー（Otto Kirchheimer、1905年 - 1965年）は、20世紀の政治学者。ファシズムの分析などで知られる。ユダヤ系ドイツ人であった彼は、ナチス政権を逃れてアメリカ合衆国へと亡命し、一時はフランクフルト学派の研究者と行動をともにした。戦後はドイツに帰国せず、生涯をアメリカ合衆国で過ごした。その思想は、カール・シュミットの影響がみられるが、合理主義的であるとマルクス主義を批判したシュミットと異なり、マルクス主義を奉じたため「シュミット左派」などとも表現される。

## 生涯
ドイツのハイルブロンでユダヤ人の家庭に生まれた。ミュンスター、ケルン、ベルリン、ボンで政治学などを学び、カール・シュミットなどに師事し、社会主義、ボリシェヴィキなどを扱った博士論文を著した。1933年にナチスが政権をとると、ユダヤ系のキルヒハイマーは、パリを経てアメリカ合衆国に亡命した。亡命先のニューヨークにはフランクフルト学派の研究所が移転しており、ここで準研究員となった。（ただし、キルヒハイマーとフランクフルト学派の思想内容には隔たりも多い。）。
第二次世界大戦時はドイツの戦後処理に向けインテリジェンス活動を行った。戦後もアメリカ合衆国にとどまり、国務省調査部の中欧課課長をつとめたのち、ニュー・スクールで教壇に立った。1961年に『政治的正義』を発表、翌年よりコロンビア大学で教壇に立った。1965年に60歳で死去。

## 思想

### ヴァイマル共和国、憲法
ヴァイマル憲法は、市民革命を通じて勝ち取られ「神聖、天賦」とされた個人の自由・所有権を、社会権を通じて制限するという点で新しかった。しかし、私法（民法、商法など）においては、従来通り資本家の利害に基づいて所有権を擁護している。つまり、ヴァイマル共和国のもとでは、相矛盾する法体系が共存している。そのため、憲法の規定が抽象的であればあるほど、市場原理を擁護する私法が、社会権を掲げる憲法の理念を浸食することになる。
議会制民主主義はこうした状況を克服するものではなく是認するものである、とキルヒハイマーは主張する。このため、彼はドイツ社会民主党（議会制民主主義の枠内で漸進的な社会改革を目指す）の姿勢を評価しない。憲法の理念がないがしろにされたまま、私法の領域が社会全体に浸食していくと、国家としての理念や政府の正統性が失われたまま、法的合法性のみが保障される。こうした状況下で、様々な利益団体の利害を代表する政党が議会政治の主体となったのでは、真の民主主義は実現されない。こうしたキルヒハイマーのヴァイマル共和国・ヴァイマル憲法批判には、若い頃に師事していたカール・シュミットからの影響を見いだすことができる。
しかし、世界恐慌後のドイツに対しての見解は、シュミットと大きな隔たりをみせる。ヒンデンブルク大統領が、大統領緊急令を濫発して権威主義体制を樹立させたことに対して、シュミットはこれを肯定するがキルヒハイマーは否定する。議会制民主主義に代わり主権者となるのは権威的な大統領でなく、労働者勢力の連帯に基づく正統な政治権力であるべきと考えていた。

## 注
1. ↑  『フランクフルト学派のナチ・ドイツ秘密レポート』（野口雅弘訳、みすず書房、2019年）に詳しい。